# イソセタン
イソセタン(Isocetane)または2,2,4,4,6,8,8-ヘプタメチルノナン(2,2,4,4,6,8,8-heptamethylnonane)は、ディーゼルのセタン価の測定の参照として用いられる、分岐の多いアルカンである。イソセタンのセタン価は、15である。低いセタン価の測定の参照としては、セタン価が0の1-メチルナフタレンが用いられていたが、1-メチルナフタレンは安全に取り扱うのが難しく、また高価であるため、イソセタンが用いられるようになった。